# Bundela

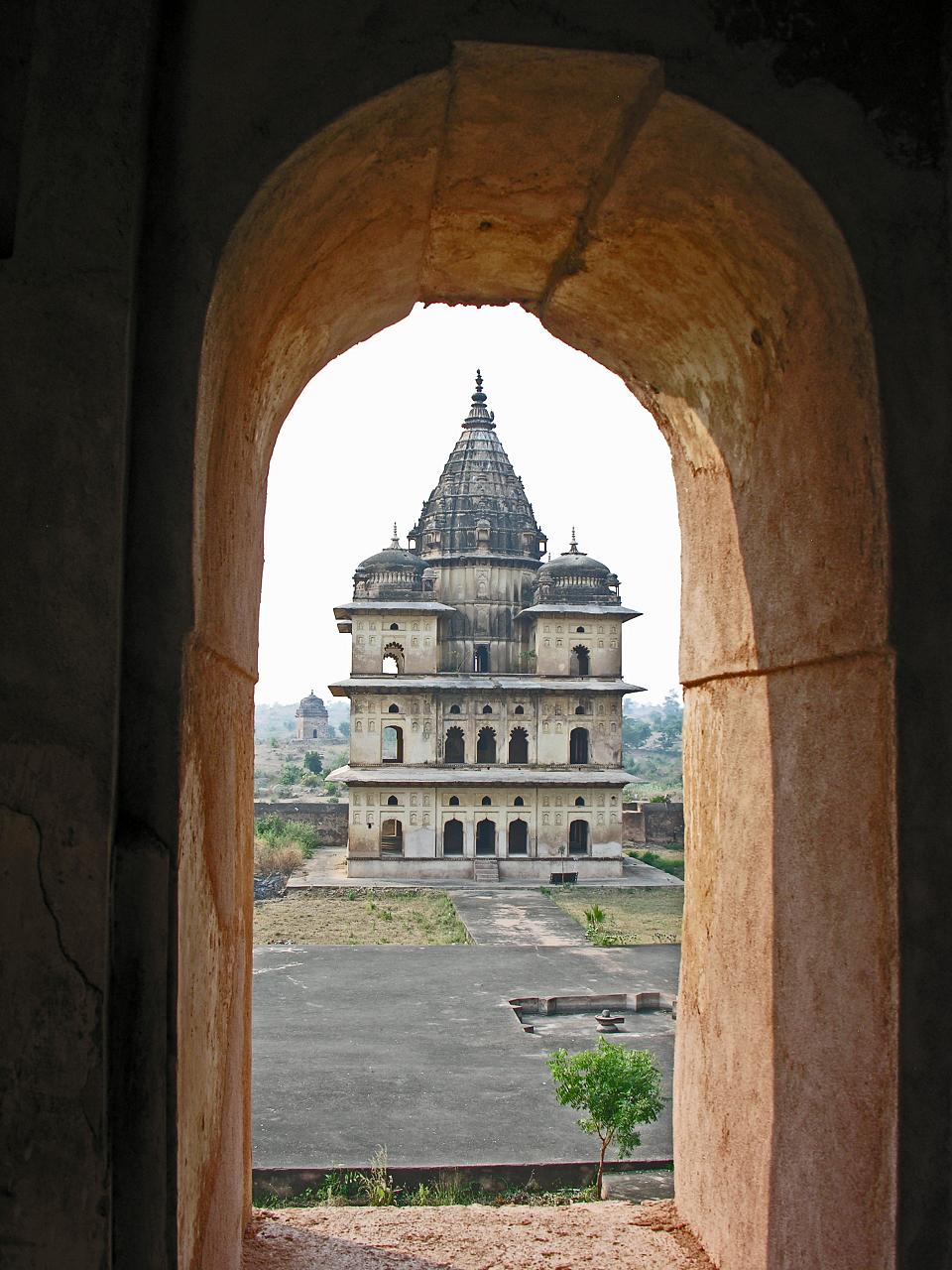
Chhatris (cenotafis) dels governants Bundela al riu Betwa prop d'Orchha.

El Bundelas són un clan Rajput de l'Índia central. Les famílies que pertanyen a aquest clan van governar diversos petits estats a la regió del Bundelkhand des del segle xvi.

## Origen mític
Els relats mítics de les dinasties Bundeles tracen la seva ascendència en el Suryavansha (dinastia solar). Un exemple de tals contes és el de Gorelal o Lal Kavi (vers 1700 CE), que va compondre una biografia poètica del rei Bundela Chhatrasal.
El compte va així: Brahma originat de Vixnu. Els descendents de Brahma foren: Marichi, Kashyapa, Surya (el sol; fill de Kashyapa i Aditi), Ikshavaku, Dilipa, Raghu, Aja, Dasharatha, Ramachandra, Kusha, Haribrahma, i Vihagaraja. El setè generació de descendents de Vihagaraja era Kiratdeva, que fou l'avantpassat del rei de Kashi, Virabhadra. El fundador de la dinastia Bundela era un descendent del fill de Virabhadra, Jagdas (també conegut com a Pancham, Devadasa o Hem Karan).
Jagdas era un fill de la reina menor de Virabhadra. Després que se li va negar una participació en el poder al regne de Kashi per part dels quatre fills de la reina principal, va anar al santuari de la deessa Vindhyavasini. Allà va començar un llarg tapasya (una mena d'exercicis espirituals) per buscar la banadicció de la deessa. Després de no aconseguir resposta, va decidir sacrificar-se a la deïtat. Tan aviat com la primera gota de la seva sang va caure en el terra, la deessa va aparèixer davant d'ell i va declarar que el seu fill, un heroi valent i un futur governant, apareixeria de la gota de la sang. Aquest fill – Bundela – va ser anomenat per la gota (bund). Les dinasties Bundeles adoraven Vindhyavasini com la seva deïtat familiar (kuladevi).

## Llegendes d'expansió
Segons les llegendes Bundeles, els descendent de Jagdas, Arjunpal, era el governant de Mahoni. El seu fill gran Birpal el va succeir com al rei de Mahoni, tot i que el seu fill més jove Sohanpal era millor guerrer. Per aconseguir la seva participació en el govern del regne, Sohanpal va buscar ajut de Naga (àlies Hurmat Singh), el governant khangar de Kurar (Kundar). Naga va reclamar una aliança matrimonial a canvi. Quan Sohanpal va rebutjar, Naga el va arrestar i el va forçar a acceptar la condició. Sohanpal va fugir i va intentar sense èxit obtenir ajut dels Chauhans, els Salingars, i els Kachwahas. Finalment, un cap Panwar anomenat Panpal (o Punyapal) va acceptar ajudar-lo. El seu exèrcit unit va derrotar a Naga el 1288. Sohanpal va matar tots els khangars homes que va trobar a la fortalesa conquerida de Kurar o Kundar, però va respectar les criatures amb la condició que els khangars servirien com a criats dels Bundeles. Sohanpal esdevingué rei de Kurar, i la seva filla es va casar amb Panpal.
El Bundeles van formar una fraternitat dita "fraternitat de llet" amb els Ahirs. Les dides ahirs (dudh ma o "mares de llet") van nodrir als prínceps Bundeles amb la seva llet, mentre els homes ahirs van servir en la guerra als exèrcits Bundeles.

## Regnes històrics
Rudra Pratap Singh (Regnat 1501-1531 CE), que es considerava un descendent de Sohanpal, va traslladar la seva capital de Garh Kundar a Orchha el 1531. El principat d'Orchha fou el regne bundela matriu. L'estat de Datia (1626) i el de Panna (1657) es van separar d'Orchha. Després de la mort del fundador de Panna, Chhatrasal, el 1731, Ajaigarh, Bijawar i Charkhari es van separar de Panna. Els rècords oficials de l'estat de Chhatarpur també esmenta la casta dels seus governants com "Panwar Bundela". El seu fundador era un Panwar, qui va estar al servei dels Bundeles de Panna fins al 1785.
La regió del Bundelkhand ("Domini Bundela") va ser anomenada pels Bundeles.